# Югославія
Югосла́вія (сербохорв. Jugoslavija, Југославија) — держава, яка існувала з 1918 по 1992 рік на Балканському півострові у Південній Європі та Центральній Європі. Основними народами Югославії були серби, хорвати, словенці, боснійці, македонці, чорногорці та албанці. Столицею Югославії був Белград.
Югославія виникла внаслідок падіння Австро-Угорської імперії по завершенню Першої світової війни. Спершу ця держава була королівством, що об'єднало Сербію, Чорногорію і колишні австро-угорські землі Боснії, Хорватії та Словенії. Після Другої світової війни до влади в Югославії прийшли комуністи і вона перетворилася на союзну федеративну республіку, що складалася з шести республік і двох автономій. На початку 1990-х більшість цих республік проголосили незалежність від Белграда, що спричинило низку воєнних конфліктів, відомих як Югославські війни. Після цього республіки Чорногорія і Сербія утворили зменшену федеративну державу — Союзну Республіку Югославія, відому з 2003 по 2006 рік як Сербія та Чорногорія. Ця держава претендувала на статус єдиного правонаступника СФРЮ, але ці претензії зустріли опір інших колишніх республік. Зрештою, вона погодилася з думкою Арбітражної комісії Бадінтера про спільне правонаступництво, і в 2003 році її офіційна назва була змінена на Сербія та Чорногорія. Ця держава розпалася, коли Чорногорія і Сербія стали незалежними державами в 2006 році, а в Косово триває суперечка щодо проголошення незалежності в 2008 році.

## Історія

### Передумови
Концепція Югославії як спільної держави для всіх південнослов'янських народів виникла наприкінці 17-го століття і набула популярності завдяки Іллірійському руху у 19-го столітті. Назва утворилася від поєднання південнослов'янських слів jуг (південь) та Славени/Словени (слов'яни). Рух до формального створення Югославії прискорився після Корфської декларації 1917 року між Югославським комітетом та урядом Сербія.

### Королівство Югославія
Югославія була утворена 1 грудня 1918 року як Королівство сербів, хорватів і словенців об'єднанням Держави Словенців, Хорватів і Сербів та Королівство Сербія. Першим його королем став Петро I Карагеоргієвич. Королівство отримало міжнародне визнання 13 липня 1922 року на Ради послів держав Антанти у Парижі.

#### Король Олександр
20 червня 1928 року сербський депутат Пуніша Рачич вистрілив у п'ятьох членів опозиційної Хорватської селянської партії в Народній скупщині, в результаті чого двоє депутатів загинули на місці, а лідер партії Степан Радич — через кілька тижнів. 6 січня 1929 року король Олександр I скасував конституцію, заборонив політичні партії, взяв на себе всю виконавчу владу і перейменував країну на Югославію. Він сподівався зупинити сепаратистські тенденції та пом'якшити націоналістичні настрої. Він запровадив нову конституцію і відмовився від диктатури в 1931 році.
Короля під час офіційного візиту до Франції вбив у Марселі член Внутрішньої македонської революційної організації Владо Черноземський. Наступником Олександра став його одинадцятирічний син Петро II і регентська рада на чолі з його двоюрідним братом, принцом Павлом.

#### 1934—1941
Принц Павло піддався фашистському тиску і 25 березня 1941 року підписав у Відні Троїстий пакт, сподіваючись і надалі утримувати Югославію поза війною. Однак це було зроблено за рахунок народної підтримки регентства Павла. Вищі військові офіцери також були проти договору і вчинили державний переворот. Генерал армії Душан Симович захопив владу, заарештував віденську делегацію, заслав принца Павла у вигнання і припинив регентство, надавши 17-річному королю Петру всю повноту влади. Гітлер вирішив напасти на Югославію 6 квітня 1941 року, після чого одразу ж почалося вторгнення до Греції, де Муссоліні отримав відсіч.

### Друга світова війна

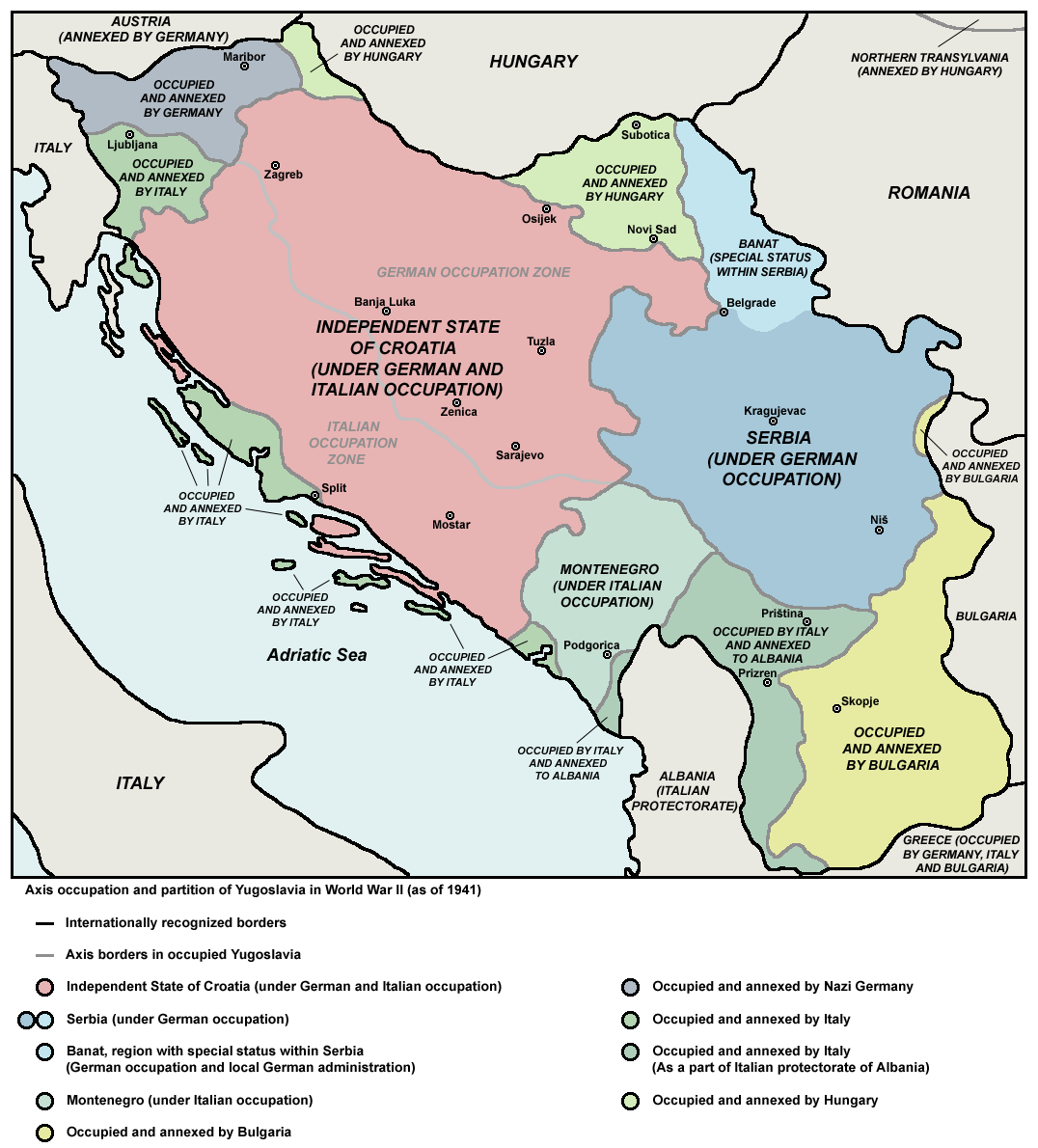
Розділ окупованої Югославії між країнами-окупантами

6 квітня 1941 року війська Третього Рейху, Італії та Угорщини вторглися на територію Югославії. Король Петро ІІ Карагеоргієвич втік разом з урядом з країни. 17 квітня представники різних регіонів Югославії підписали перемир'я з Німеччиною в Белграді, поклавши край одинадцятиденному опору німецьким військам. Понад 300 тисяч югославських офіцерів і солдатів потрапили в полон.
Територія Югославії була розділена між окупантами. На території колишньої Хорватської бановини (до якої німці пізніше приєднали Боснію і Герцеговину) було утворено маріонеткову фашистську так звану «Незалежну Державу Хорватія», очолювану організацією «усташів» і її «поґлавніком» Анте Павеличем; частини Сербії та Словенії були окуповані німцями, інші ж частини країни були окуповані Італією, Угорщиною та Болгарією. З 1941 по 1945 режим усташів вбив близько 300 тисяч сербів та що найменше 30 тисяч євреїв та ромів, сотні тисяч сербів також були депортовані, а ще від 200 до 300 тисяч були примушені перейти в католицизм.
Від самого початку югославські сили опору складалися з двох формувань: одна — Югославські війська на батьківщині антикомуністичного та монархічного напряму під проводом воєнного міністра югославського екзильного уряду полковника Драголюба Михайловича, друга — Народно-визвольне військо Югославії під проводом Йосипа Броз Тіто і комуністичної партії.
Партизани розпочали партизанську кампанію, яка перетворилася на найбільшу армію спротиву в окупованій Західній та Центральній Європі.
Визвольна боротьба перетворилася на громадянську війну, яка закінчилася перемогою НВВЮ 9 травня 1945 року за підтримки союзників і Червоної армії.
У жовтні 1944 через масові напади червоноармійців на громадян Югославії (зокрема, зафіксували 121 зґвалтування, 111 — з убивствами жертви, 1204 пограбування із завданням тілесних ушкоджень), керівники Югославії попросили голову радянської місії генерала Ніколая Корнєєва вгамувати насильників і розбійників. У відповідь Корнєєв звинуватив керівництво країни в наклепі. Жоден злочинець так і не був покараний. Згодом відносини між Тіто і Сталіним загострилися і переросли в розкол між Югославією і СРСР.

### Соціалістична Югославія
Установчі збори, скликані Народним фронтом під проводом КПЮ 29 листопада 1945 року, проголосили Югославію Федеративною Народною Республікою (ФНРЮ), повністю усунув короля Петра II. Маршал Тіто отримав повний контроль, а всі опозиційні елементи були ліквідовані.
30 січня 1946 року було схвалено конституцію ФНРЮ, створену за зразком Конституції Радянського Союзу; було створено шість республік, а також автономну провінцію та автономний округ у складі Сербії. Політика була зосереджена на сильному центральному уряді під контролем Комуністичної партії, а також на визнанні численних національностей. Автономні провінції Косово та Воєводина у складі Сербії з 1974 мали
| Назва | Столиця                   | Прапор | Герб | Мапа |
| --- | ------------------------- | ------ | ---- | --- |
| Соціалістична Республіка Боснія і Герцеговина                                                                  | Сараєво                   |        |      | СР Словенія СР Хорватія СР Боснія і Герцеговина СР Чорногорія СР Македонія СР Сербія САК Воєводина САК Косово |
| Соціалістична Республіка Хорватія                                                                              | Загреб                    |        |      | СР Словенія СР Хорватія СР Боснія і Герцеговина СР Чорногорія СР Македонія СР Сербія САК Воєводина САК Косово |
| Соціалістична Республіка Македонія                                                                             | Скоп'є                    |        |      | СР Словенія СР Хорватія СР Боснія і Герцеговина СР Чорногорія СР Македонія СР Сербія САК Воєводина САК Косово |
| Соціалістична Республіка Чорногорія                                                                            | Тітоград                  |        |      | СР Словенія СР Хорватія СР Боснія і Герцеговина СР Чорногорія СР Македонія СР Сербія САК Воєводина САК Косово |
| Соціалістична Республіка Сербія Соціалістичний автономний край Косово Соціалістичний автономний край Воєводина | Белград Приштина Нові-Сад |        |      | СР Словенія СР Хорватія СР Боснія і Герцеговина СР Чорногорія СР Македонія СР Сербія САК Воєводина САК Косово |
| Соціалістична Республіка Словенія                                                                              | Любляна                   |        |      | СР Словенія СР Хорватія СР Боснія і Герцеговина СР Чорногорія СР Македонія СР Сербія САК Воєводина САК Косово |

Комуністична партія (від листопада 1952 року — Союз Комуністів Югославії) стала єдиною політичною партією і, після проголошення Конституційного закону про основи суспільного й політичного устрою ФНРЮ та про союзні органи влади, змінила низку статей конституції та формально перебрала повну владу.
Попри те, що панівною силою в Югославії залишалися комуністи, країна не входила до Варшавського договору. Політико-економічний лад у країні став сумішшю соціалістичного ладу та відносного економічного лібералізму. Діяли приватні магазини, ремісники, селяни мали право мати 10 га землі, необмежену кількість худоби.
За спогадами сербського історика Михайла Рамача, він отримав закордонний паспорт та поїхав до Італії у віці 14 років. Працював журналістом в другій половині 1970-х, його редакція могла вільно передплатити «Тайм», «Ньюсвік», «Шпіґель», «Панораму». Безкоштовно отримували «Правду», «Литературную газету», «Огонёк» та купу безглуздих публікацій з Москви, яка тратила шалені гроші на «безглузду пропаганду».
Дозволяли писати про окремі негативні явища, піддавати критиці окремі рішення державних органів. Забороняли писати проти політичної системи країни, довічного президента. Не дозволяли засновувати інші партії.
Регіональною метою Тіто було розширення на південь і встановлення контролю над Албанією та частинами Греції. У 1947 році переговори між Югославією та Болгарією призвели до Бледської угоди, яка пропонувала встановити тісні відносини між двома комуністичними країнами і дозволила Югославії розпочати громадянську війну в Греції та використовувати Албанію і Болгарію як бази. Сталін наклав вето на цю угоду, і вона ніколи не була реалізована. Розрив між Белградом і Москвою став неминучим.
Югославія вирішила національне питання національних меншин таким чином, що всі національності і народності мали однакові права. Однак більшість представників німецької меншини Югославії, більшість з яких співпрацювали з фашистами під час окупації і були завербовані до німецьких військ, були виселені до Німеччини або Австрії.
У 1948 році країна дистанціювалася від Радянського Союзу і почала будувати власний шлях до соціалізму під політичним керівництвом Йосипа Броз Тіто. У зв'язку з цим до конституції були внесені значні зміни, які замінили акцент на демократичний централізм на робітниче самоврядування та децентралізацію.
Усі комуністичні європейські країни підкорилися Сталіну і відкинули допомогу за планом Маршалла в 1947 році. Тіто спочатку погодився і відкинув план Маршалла. Однак у 1948 році Тіто рішуче розійшовся зі Сталіним в інших питаннях, зробивши Югославію незалежною комуністичною державою. Югославія попросила американську допомогу. Американські лідери були внутрішньо розділені, але врешті-решт погодилися і почали надсилати гроші в невеликих масштабах у 1949 році, і в набагато більших масштабах у 1950-53 роках. Американська допомога не була частиною плану Маршалла.
7 квітня 1963 року країна змінила свою офіційну назву на Соціалістичну Федеративну Республіку Югославія, а Йосип Броз Тіто був обраний довічним президентом.
Перші тріщини в жорстко контрольованій системі з'явилися, коли студенти в Белграді та кількох інших містах приєдналися до всесвітніх протестів 1968 року. Президент Йосип Броз Тіто поступово зупинив протести, поступившись деякими вимогами студентів і заявивши, що «студенти мають рацію» під час телевізійної промови. Однак у наступні роки він розправився з лідерами протестів, звільнивши їх з посад в університетах і Комуністичній партії.
Більш серйозною ознакою непокори стала так звана Хорватська весна в 1970 та 1971 років, коли студенти в Загребі організували демонстрації за більші громадянські свободи і більшу хорватську автономію, за якими послідували масові протести по всій Хорватії. Режим придушив протест і ув'язнив його лідерів, хоча багато ключових хорватських представників у партії мовчазно підтримали його. В результаті в 1974 році була прийнята нова Конституція, яка надала більше прав окремим республікам в Югославії та автономним регіонам в Сербії.
Тіто, чиєю батьківщиною була Хорватія, був стурбований стабільністю в країні і відреагував так, щоб заспокоїти як хорватів, так і сербів: він наказав заарештувати протестувальників Хорватської весни, водночас поступившись деякими з їхніх вимог. Після прийняття Конституції 1974 року вплив Сербії в країні значно зменшився, а її автономні регіони Воєводина і Косово отримали більшу автономію, а також більші права отримали албанці Косова та угорці Воєводини. Обидві провінції отримали майже такий самий статус, як і шість республік Югославії, хоча вони не мали права на вихід з федерації.
Той факт, що ці автономії мали таке ж право голосу, як і республіки, але, на відміну від них, не могли законно відокремитися від Югославії, задовольнив Хорватію та Словенію, але в Сербії та в новому автономному краї Косово реакція була іншою. Серби сприйняли нову конституцію як поступку хорватським та албанським націоналістам. Етнічні албанці в Косові вважали, що створення автономного краю недостатньо, і вимагали, щоб Косово стало республікою з правом виходу зі складу Югославії. Це створило напруженість у комуністичному керівництві, особливо серед сербських чиновників, які вважали, що конституція 1974 року послаблює вплив Сербії і ставить під загрозу єдність країни, надаючи республікам право на відокремлення.
Згідно з офіційною статистикою, з 1950-х до початку 1980-х років Югославія була однією з найбільш швидкозростаючих країн, наближаючись до показників Південної Кореї та інших країн, що переживали економічне диво. Унікальна соціалістична система Югославії, де заводи були робітничими кооперативами, а прийняття рішень було менш централізованим, ніж в інших соціалістичних країнах, можливо, призвела до більш високих темпів зростання. Однак, навіть якщо абсолютна величина темпів зростання не була такою високою, як показує офіційна статистика, Югославія характеризувалася високими темпами зростання як доходів, так і освіти протягом 1950-х років.
Період європейського зростання закінчився після шокового падіння цін на нафту в 1970-х роках. Після цього в Югославії вибухнула економічна криза, спричинена провальною економічною політикою, зокрема, запозиченням величезних обсягів західного капіталу для фінансування зростання за рахунок експорту. У 1989 році 248 фірм було оголошено банкрутами або ліквідовано, а 89 400 робітників було звільнено, згідно з офіційними джерелами. Протягом перших дев'яти місяців 1990 року, безпосередньо після ухвалення програми МВФ, така ж доля настигла ще 889 підприємств із загальною чисельністю працівників в 525 000 осіб. Іншими словами, менш ніж за два роки «спусковий механізм» (відповідно до Закону про фінансові операції) призвів до звільнення понад 600 000 працівників із загальної кількості промислової робочої сили близько 2,7 мільйона. Ще 20 % робочої сили, або півмільйона людей, не отримували заробітну плату протягом перших місяців 1990 року, оскільки підприємства намагалися уникнути банкрутства. Найбільша концентрація збанкрутілих фірм і звільнень була в Сербії, Боснії і Герцеговині, Македонії та Косово. Реальні доходи населення перебували у стані вільного падіння, а соціальні програми зазнали краху, що створило серед населення атмосферу соціального відчаю та безнадії.

### Розпад

Розпад Югославії

Після смерті Тіто 4 травня 1980 року в Югославії зросла етнічна напруженість. Згідно з заповітом Тіто, після його смерті пост президента країни був скасований, а на чолі країни стала Президія, члени якої (глави союзних республік і автономних областей) щорічно змінювали один одного по черзі. Спадщина Конституції 1974 року кинула систему прийняття рішень у стан паралічу, який став ще більш безнадійним, оскільки конфлікт інтересів став непримиренним.
Після смерті Тіто сербський комуністичний лідер Слободан Мілошевич почав прокладати собі шлях до вершини лідерства Сербії. Албанська більшість у Косові вимагала статусу республіки під час протестів 1981 року, тоді як сербська влада придушила ці настрої і продовжила зменшувати автономію краю, пізніше ці події переросли в етнічний конфлікт між албанцями та неалбанцями в регіоні. У 1980-х роках етнічні албанці становили близько 80 % населення Косова. Після того, як Мілошевич отримав контроль над Косово у 1989 році, первісний склад населення різко змінився, і в регіоні залишилася лише мінімальна кількість сербів.

#### Хронологія
Кінцем існування Соціалістичної Федеративної Республіки Югославія вважаються різні дати:
- 25 червня 1991 року, коли Хорватія та Словенія проголосили незалежність[52]
- 8 вересня 1991 року, коли після референдуму Республіка Македонія проголосила незалежність, яка була ратифікована парламентом 17 вересня[53]
- 8 жовтня 1991 року, коли закінчився мораторій на відокремлення Словенії та Хорватії і Хорватія підтвердила свою незалежність у парламенті (цей день офіційно вважається датою проголошення незалежності)[54]
- 6 квітня 1992 року: повне визнання незалежності Боснії і Герцеговини Європейським Союзом, а потім і США[55]
- 27 квітня 1992 року, коли була заснована Союзна Республіка Югославія[7]

## Нові держави
| Герб | Прапор | Назва офіційна назва                                 | Форма правління | Столиця   |
| ---- | ------ | ---------------------------------------------------- | --------------- | --------- |
|      |        | Боснія і Герцеговина босн. Bosna i Hercegovina       | Республіка      | Сараєво   |
|      |        | Північна Македонія мак. Република Северна Македонија | Республіка      | Скоп'є    |
|      |        | Сербія серб. Србија                                  | Республіка      | Белград   |
|      |        | Словенія словен. Slovenija                           | Республіка      | Любляна   |
|      |        | Хорватія хорв. Hrvatska                              | Республіка      | Загреб    |
|      |        | Чорногорія чорн. Црна Гора                           | Республіка      | Подгориця |
|      |        | Косово алб. Kosova                                   | Республіка      | Приштина  |